# NGC 6453
NGC 6453 est un amas globulaire situé dans la constellation du Scorpion à environ 37 835 a.l. (11,6 kpc) du Soleil et à 12 070 a.l. (3,9 kpc) du centre de la Voie lactée. Il a été découvert par l'astronome britannique John Herschel en 1837.

## Caractéristiques
Selon la base de données Simbad, cet amas s'approche du Soleil à une vitesse de 91,2 ± 3,1 km/s. John W. Harris indique une valeur un peu plus petite, soit 83,7 ± 8,3 km/s. Cet amas est légèrement aplati avec une ellipticité égale à 0,09.
Selon une étude publiée en 2011 par J. Boyles et ses collègues, la métallicité de l'amas globulaire NGC 6453 est égale à -1,50 et sa masse est égale à 169 000{\displaystyle M_{\odot }}. Dans cette même étude, la distance de l'amas est aussi estimée à environ 8,5 kpc (∼27 700 al).
Santos indique une métallicité égale à -1,29 ± 0,37 et celle indiquée sur Simbad est égale à 1,57. La valeur indiquée par Harris est de -1,50. Une métallicité comprise entre dans l'intervalle de Santon, soit de -1,66 à -0,92, signifie que la concentration en fer de NGC 6453 est comprise entre 2,2% et 12% de celle du Soleil. Cependant, il est davantage probable que sa métallicité soit aux environs de -1,5, soit une concentration en fer égale à 3,2% de celle du Soleil.
Après le Big Bang, l'Univers étant surtout composé d'hydrogène et d'hélium, la métallicité était pratiquement nulle. L'univers s'est progressivement enrichi en métaux (éléments plus lourds que l'hélium) grâce à la synthèse de ceux-ci dans le cœur des étoiles. La métallicité des amas du halo de la Voie lactée varie d'un centième à un dixième de la métallicité solaire, ce qui signifie que ces amas se décomposent en deux sous-groupes, les relativement jeunes et les vieux . Selon sa métallicité, NGC 6453 serait donc un amas relativement vieux et pauvre en métaux, âgé de 12,9 milliards d'années.

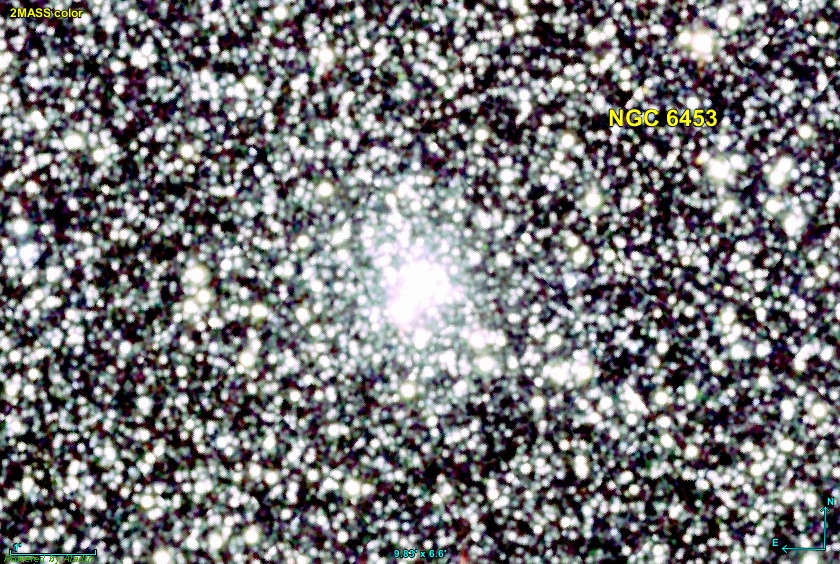
NGC 6453 en infrarouge par le relevé 2MASS.